# Championnat d'Asie du Sud de football
Le Championnat d'Asie du Sud de football est une compétition de football réunissant la plupart des pays du Sud de l'Asie. La compétition est organisée par la Fédération d'Asie du Sud de football (SAFF).

## Palmarès
| Édition | Année | Finale      | Finale             | Finale      | Match pour la troisième place/Demi-finalistes éliminés | Match pour la troisième place/Demi-finalistes éliminés | Match pour la troisième place/Demi-finalistes éliminés |
| Édition | Année | Vainqueur   | Score              | Finaliste   | 3e place                                               | Score                                                  | 4e place                                               |
| ------- | ----- | ----------- | ------------------ | ----------- | ------------------------------------------------------ | ------------------------------------------------------ | ------------------------------------------------------ |
| 1re     | 1993  | Inde        | TTR                | Sri Lanka   | Népal                                                  | TTR                                                    | Pakistan                                               |
| 2e      | 1995  | Sri Lanka   | 1 - 0 beo          | Inde        | Bangladesh et Népal                                    | Bangladesh et Népal                                    | Bangladesh et Népal                                    |
| 3e      | 1997  | Inde        | 5 - 1              | Maldives    | Pakistan                                               | 1 - 0                                                  | Sri Lanka                                              |
| 4e      | 1999  | Inde        | 2 - 0              | Bangladesh  | Maldives                                               | 2 - 0                                                  | Népal                                                  |
| 5e      | 2003  | Bangladesh  | 1 - 1 ap 5 - 3 tab | Maldives    | Inde                                                   | 2 - 1 beo                                              | Pakistan                                               |
| 6e      | 2005  | Inde        | 2 - 0              | Bangladesh  | Maldives et Pakistan                                   | Maldives et Pakistan                                   | Maldives et Pakistan                                   |
| 7e      | 2008  | Maldives    | 1 - 0              | Inde        | Bhoutan et Sri Lanka                                   | Bhoutan et Sri Lanka                                   | Bhoutan et Sri Lanka                                   |
| 8e      | 2009  | Inde        | 0 - 0 ap 3 - 1 tab | Maldives    | Bangladesh et Sri Lanka                                | Bangladesh et Sri Lanka                                | Bangladesh et Sri Lanka                                |
| 9e      | 2011  | Inde        | 4 - 0              | Afghanistan | Maldives et Népal                                      | Maldives et Népal                                      | Maldives et Népal                                      |
| 10e     | 2013  | Afghanistan | 2 - 0              | Inde        | Maldives et Népal                                      | Maldives et Népal                                      | Maldives et Népal                                      |
| 11e     | 2015  | Inde        | 2 - 1 ap           | Afghanistan | Maldives et Sri Lanka                                  | Maldives et Sri Lanka                                  | Maldives et Sri Lanka                                  |
| 12e     | 2018  | Maldives    | 2 - 1              | Inde        | Népal et Pakistan                                      | Népal et Pakistan                                      | Népal et Pakistan                                      |
| 13e     | 2021  | Inde        | 3 - 0              | Népal       | Maldives                                               | TTR                                                    | Bangladesh                                             |
| 14e     | 2023  | Inde        | 1 - 1 ap 5 - 4 tab | Koweït      | Bangladesh et Liban                                    | Bangladesh et Liban                                    | Bangladesh et Liban                                    |

## Bilan par pays
| Victoires | Pays        | Année(s)                                             |
| --------- | ----------- | ---------------------------------------------------- |
| 9         | Inde        | 1993, 1997, 1999, 2005, 2009, 2011, 2015, 2021, 2023 |
| 2         | Maldives    | 2008, 2018                                           |
| 1         | Afghanistan | 2013                                                 |
| 1         | Bangladesh  | 2003                                                 |
| 1         | Sri Lanka   | 1995                                                 |